# Fairey Rotodyne
Die Fairey Rotodyne war ein Kombinationsflugschrauber des britischen Herstellers Fairey. Zum Erreichen höherer Geschwindigkeiten kombinierte die ungewöhnliche Bauweise das Konzept eines Transporthubschraubers mit zusätzlichen Tragflächen und einem Blattspitzenantrieb.

## Geschichte
Als primärer Einsatzzweck war der Passagiertransport zwischen nah beieinander liegenden Metropolen vorgesehen. Durch zentral in den Städten gelegene Startplätze hätte man externe Flugplätze nicht benötigt. Der Entwicklungsauftrag wurde vom British Ministry of Supply im August 1953 erteilt. Der Erstflug des einzigen Prototyps fand am 6. November 1957 statt.
Wesentliche Merkmale der Rotodyne waren der kastenförmigen Rumpf mit fast quadratischem Querschnitt, einem Vierblattrotor, der durch einen heißen Blattspitzenantrieb beim Start und bei der Landung angetrieben wurde, kurze Flügel in Schulterdeckerauslegung, an denen die Turboproptriebwerke befestigt waren, und ein Doppelleitwerk am Heck.
Zum Starten wurden die Propellerturbinen mit Kompressoren gekuppelt, die komprimierte Luft für den heißen Blattspitzenantrieb lieferten. Die Luft wurde dabei durch die hohle Rotorwelle und die Rotorblätter gepresst, bevor sie in einer Düse an der Blattspitze mit Treibstoff vermischt und verbrannt wurde. Bei dieser Bauweise kann auf einen Drehmomentausgleich, wie sonst durch einen Heckrotor, verzichtet werden.
Nach dem Abheben wurde durch die herkömmlichen Propellerturbinen vorwärts beschleunigt. Bei ausreichender Geschwindigkeit wurde der Blattspitzenantrieb dann abgeschaltet, und der Auftrieb wurde nun von dem nach dem Autogyro-Prinzip freidrehenden Rotor und den Tragflächen erzeugt. Zur Landung wurde der Vorgang in umgekehrter Weise durchgeführt.
Der Prototyp wurde mehrmals in Farnborough und auf der Pariser Luftfahrtschau vorgeführt. Am 5. Januar 1959 errang er den Weltrekord über die geschlossene 100 km Strecke für Rotorflugzeuge mit 307 km/h. Das Flugverhalten war gut. Die British European Airways (BEA-heute British Airways) bestellte zunächst 6, die britische Luftwaffe 12 Maschinen und die New York Airways 5, auch die US-Armee zeigte Interesse.
Wesentlicher Kritikpunkt war aber die enorme Lärm-Entwicklung des Blattspitzenantriebes. Ein Flugverkehr und Landungen innerhalb einer Großstadt, zwischen Bürohochhäusern, war damit praktisch nicht umsetzbar.
Es war ein Lärmminderungsprogramm im Gange, das es geschafft hatte, den Lärmpegel von 113 dB auf den gewünschten Wert von 96 dB aus 180 m Entfernung zu senken, weniger als der Lärm einer Londoner U-Bahn, und zum Zeitpunkt der Absage waren Schalldämpfer in der Entwicklung, die den Lärm noch weiter reduziert hätten – mit 95 dB in 200 ft „vorgesehen“ die Begrenzung war der Lärm, der durch den Rotor selbst erzeugt wurde. Diese Bemühungen reichten der BEA jedoch nicht aus, die, wie der Vorsitzende Sholto Douglas es ausdrückte, „kein Flugzeug kaufen würde, das wegen des Lärms nicht betrieben werden könnte“, und die Fluggesellschaft weigerte sich, den Rotodyne zu bestellen, was wiederum zum Scheitern des Projekts führte.
Fairey wurde 1960 von Westland übernommen. Die BEA stornierte ihre Bestellungen wegen der fehlenden Einsatzmöglichkeiten; die britische Luftwaffe stornierte aus Kostengründen. Das Programm wurde daraufhin im Februar 1962 eingestellt.

## Technische Daten
| Kenngröße             | Daten                                         |
| --------------------- | --------------------------------------------- |
| Besatzung             | 2                                             |
| Passagiere            | 57–75                                         |
| Länge                 | 17,90 m                                       |
| Rotordurchmesser      | 27,40 m                                       |
| Höhe                  | 6,76 m                                        |
| Rotorfläche           | 591 m²                                        |
| Startmasse            | 15.000 kg                                     |
| max. Startmasse       | 17.000 kg                                     |
| Höchstgeschwindigkeit | 343 km/h                                      |
| Reichweite            | 830 km                                        |
| Triebwerke            | 2 × Napier Eland NEL3; je 2.855 PS (2.100 kW) |